# George Worthington (1928-1964)
Pour les articles homonymes, voir George Worthington et Worthington.
George Worthington, né le 10 octobre 1928 et mort le  8 décembre 1964, est un joueur de tennis australien. 
Il a notamment remporté les Internationaux d'Australie en 1951, 1952 et 1955 en double mixte (avec Thelma Coyne Long) .

## Palmarès en Grand Chelem

### Finale en double (1)
|   | Date | Nom et lieu du tournoi              | Cat.      | ($) | Surface      | Vainqueurs                 | Partenaire    | Score         |
| 1 | 1947 | Australian Championships, Melbourne | G. Chelem |     | Herbe (ext.) | Adrian Quist John Bromwich | Frank Sedgman | 6-1, 6-3, 6-1 |

1949 finale en double à l'US Open

### Titres en double mixte (3)
|   | Date | Nom et lieu du tournoi              | Cat.      | ($) | Surface      | Partenaire        | Finalistes               | Score    |          |
| - | ---- | ----------------------------------- | --------- | --- | ------------ | ----------------- | ------------------------ | -------- | -------- |
| 1 | 1951 | Australian Championships, Melbourne | G. Chelem |     | Herbe (ext.) | Thelma Coyne Long | Clare Proctor Jack May   | 6-4, 3-6 | Parcours |
| 2 | 1952 | Australian Championships, Melbourne | G. Chelem |     | Herbe (ext.) | Thelma Coyne Long | Gwen Thiele Tom Warhurst | 9-7, 7-5 | Parcours |
| 4 | 1955 | Australian Championships, Melbourne | G. Chelem |     | Herbe (ext.) | Thelma Coyne Long | Jenny Staley Lew Hoad    | 6-2, 6-1 | Parcours |